# Jaguar R1
Der Jaguar R1 war der Formel-1-Rennwagen von Jaguar Racing für die Saison 2000, der an allen 17 Rennen der Saison teilnahm. Es war das erste Auto unter dem Namen Jaguar, nachdem das Team Stewart im Vorjahr vollständig von Ford übernommen wurde.

## Technik und Entwicklung
Der technische Direktor für die Entwicklung war Gary Anderson. Ihm unterstanden John Russell für die Konstruktion sowie Darren Davies für die aerodynamische Form des Wagens.
Motor war der CR2-V10-Saugmotor von Ford-Cosworth mit einem Hubraum von 2.998 cm³ und einem Zylinderbankwinkel von 72°. Er wog etwa 105 kg und leistete bei 17.500/min ungefähr 600 kW (805 PS). Damit erreichte der Wagen bis zu 350 km/h. Das selbstentwickelte sequentielle hydraulische Halbautomatikgetriebe hatte sechs Gänge mit einer Magnesiumhülle. Als Radaufhängung wurde vorne sowie hinten eine Doppelquerlenkerachse mit Stabilisator, innenliegenden Federn und integrierten Stoßdämpfern, betätigt über Schubstangen, verwendet. Die Nase des Wagens wurde, wie sie McLaren auch baute, relativ tief gehalten, während die beiden Auspuffe denen von Ferrari ähnelten.
Der Treibstoff wurde von Texaco, die Reifen von Bridgestone, die Radaufhängung von Penske und die Elektronik von Visteon bezogen.

## Renngeschichte
Am 14. September 1999 bei der Internationalen Automobil-Ausstellung in Frankfurt/Main verkündete der Geschäftsführer von Jaguar, Wolfgang Reitzle, dass das Stewart-Grand-Prix-Team von Ford im Juni 1999 aufgekauft wurde und ab der Saison 2000 als Jaguar Racing an den Start gehen würde.
Am 5. Januar 2000 wurde in Silverstone der Jaguar R1 durch Luciano Burti das erste Mal unter Ausschluss der Öffentlichkeit Probe gefahren und zwanzig Tage später, am 25. Januar 2000, im Lord’s Cricket Ground in London der Presse präsentiert. Der erste Formel-1-Rennwagen von Jaguar basierte zu größeren Teilen auf den Stewart SF3. Entgegen vielen Prognosen war die Saison 2000 für Jaguar ein Misserfolg. Der R1 war schwer zu fahren, und das Schaltgetriebe erwies sich als unzuverlässig. Man schied während der Saison 13 Mal aus, davon jeweils drei Mal aufgrund eines Getriebedefektes und weitere drei Mal aufgrund sonstiger Defekte.
Eddie Irvine, im Vorjahr noch Vizeweltmeister, erzielte nur vier Punkte durch einen vierten Platz in Monaco sowie einem sechsten Platz in Malaysia und lag damit zu Saisonende auf dem 13. Rang. Teamkollege Johnny Herbert konnte keine Punkte erzielen und belegte Rang 17, seine beste Rennpositionierung waren zwei siebte Plätze in Österreich und Japan. Luciano Burti, der Irvine in Österreich ersetzte, wurde in diesem Rennen nur elfter und konnte ebenfalls keine Punkte erzielen.
Dadurch erreichte das Team nur den neunten Platz in der Konstrukteurswertung und war damit nur vor den punktelosen Teams Minardi und Prost.

## Lackierung und Sponsoring
Die Grundfarbe des Jaguar R1 war das British Racing Green, ein dunkles Grün. Der Front- und Heckflügel wurden in weiß gehalten, von der Nase über die Seitenkästen zum Heck hin war der untere Teil des Wagens ebenfalls weiß lackiert; Ein kleiner roter Streifen trennte die beiden Farben voneinander. Die Bargeboards blieben hingegen grün und damit einfarbig, die Felgen wurden gold gehalten. Ursprünglich war geplant, den ganzen Wagen in Dunkelgrün zu halten, jedoch befürchtete man, dass dieses Farbschema in Fernsehübertragungen häufig übersehen werden könnte.
Auf der ganzen Airbox verteilt ragte als Eigenwerbung ein fauchender Jaguar in Profilaufnahme, dessen Konturen weiß hervorgehoben wurde und sonst transparent blieb. Auf der Nasenspitze wurde das Logo von Jaguar platziert. Hauptsponsor war HSBC, eine britische Großbank; Dessen Logo wurde seitlich auf dem Frontflügel, den Seitenkästen und am Heckflügel positioniert.
Auf der Fahrzeugnase warben noch die deutsche Brauerei Beck’s,  der amerikanische Computer- und Druckerhersteller Hewlett-Packard, der amerikanische Automobilzulieferer Lear und die amerikanische Telekommunikationsgesellschaft MCI WorldCom. Auf der Rückseite der Fahrerspiegel warb das deutsche Bekleidungsunternehmen s.Oliver.
Weitere sichtbare Sponsoren auf dem Wagen waren Bridgestone, DHL, Texaco und Visteon.

## Fahrer
Als Fahrer für den R1 wurde der Vizeweltmeister Eddie Irvine verpflichtet, Johnny Herbert wurde vom  vorherigen Team Stewart übernommen. Test- und Ersatzfahrer waren Dario Franchitti und Luciano Burti. Burti debütierte beim Großen Preis von Österreich, als er den erkrankten Irvine ab dem Qualifying ersetzte.
Der Jaguar R1 war der letzte Formel-1-Rennwagen, den Johnny Herbert steuerte, da er am Ende der Saison seine aktive Formel-1-Karriere beendete.

## Weitere Verwendung der Chassis
Ein Jaguar R1, gefahren von Eddie Irvine, ist jeweils im British Motor Museum und in der Donington Grand Prix Collection ausgestellt. Ein weiterer von Eddie Irvine benutzter Jaguar mit der Chassis-Nummer R1-07, der unter anderem beim Großen Preis von Monaco eingesetzt wurde, ist im Werkseigenen Museum Daimler-Jaguar Heritage Trust ausgestellt.

## Sonstiges
Am Ende der Saison 2000 erhielten die damaligen Formel-3-Piloten Narain Karthikeyan und Tomas Scheckter sowie André Lotterer die Möglichkeit, mit dem Jaguar R1 Testfahrten zu absolvieren.

## Ergebnisse
| Fahrer                          | Nr.                             | 1   | 2   | 3  | 4  | 5  | 6   | 7 | 8   | 9   | 10 | 11  | 12  | 13 | 14  | 15 | 16 | 17  | Punkte | Rang |
| ------------------------------- | ------------------------------- | --- | --- | -- | -- | -- | --- | - | --- | --- | -- | --- | --- | -- | --- | -- | -- | --- | ------ | ---- |
| Formel-1-Weltmeisterschaft 2000 | Formel-1-Weltmeisterschaft 2000 |     |     |    |    |    |     |   |     |     |    |     |     |    |     |    |    |     | 4      | 9.   |
| E. Irvine                       | 7                               | DNF | DNF | 7  | 13 | 11 | DNF | 4 | 13  | 13  | PO | 10  | 8   | 10 | DNF | 7  | 8  | 6   | 4      | 9.   |
| L. Burti                        | 7                               |     |     |    |    |    |     |   |     |     | 11 |     |     |    |     |    |    |     | 4      | 9.   |
| J. Herbert                      | 8                               | DNF | DNF | 10 | 12 | 13 | 11  | 9 | DNF | DNF | 7  | DNF | DNF | 8  | DNF | 11 | 7  | DNF | 4      | 9.   |

| Legende  | Legende            | Legende                                                          |
| Farbe    | Abkürzung          | Bedeutung                                                        |
| -------- | ------------------ | ---------------------------------------------------------------- |
| Gold     | –                  | Sieg                                                             |
| Silber   | –                  | 2. Platz                                                         |
| Bronze   | –                  | 3. Platz                                                         |
| Grün     | –                  | Platzierung in den Punkten                                       |
| Blau     | –                  | Klassifiziert außerhalb der Punkteränge                          |
| Violett  | DNF                | Rennen nicht beendet (did not finish)                            |
| Violett  | NC                 | nicht klassifiziert (not classified)                             |
| Rot      | DNQ                | nicht qualifiziert (did not qualify)                             |
| Rot      | DNPQ               | in Vorqualifikation gescheitert (did not pre-qualify)            |
| Schwarz  | DSQ                | disqualifiziert (disqualified)                                   |
| Weiß     | DNS                | nicht am Start (did not start)                                   |
| Weiß     | WD                 | zurückgezogen (withdrawn)                                        |
| Hellblau | PO                 | nur am Training teilgenommen (practiced only)                    |
| Hellblau | TD                 | Freitags-Testfahrer (test driver)                                |
| ohne     | DNP                | nicht am Training teilgenommen (did not practice)                |
| ohne     | INJ                | verletzt oder krank (injured)                                    |
| ohne     | EX                 | ausgeschlossen (excluded)                                        |
| ohne     | DNA                | nicht erschienen (did not arrive)                                |
| ohne     | C                  | Rennen abgesagt (cancelled)                                      |
| ohne     | keine WM-Teilnahme |                                                                  |
| sonstige | P/fett             | Pole-Position                                                    |
| sonstige | 1/2/3/4/5/6/7/8    | Punktplatzierung im Sprint-/Qualifikationsrennen                 |
| sonstige | SR/kursiv          | Schnellste Rennrunde                                             |
| sonstige | *                  | nicht im Ziel, aufgrund der zurückgelegten Distanz aber gewertet |
| sonstige | ()                 | Streichresultate                                                 |
| sonstige | unterstrichen      | Führender in der Gesamtwertung                                   |